# Nordahl Wallem
Nordahl Wallem   (Shanghai, 10 de novembre de 1902 - 9 de desembre de 1972) va ser un regatista noruec, vencedor d'una medalla olímpica.
El 1936 va prendre part en els Jocs Olímpics de Berlín, on va guanyar la medalla de plata en la competició de 8 metres del programa de vela, a bord del Silja.